# Pseudopeziza axillaris
Pseudopeziza axillaris är en svampart som tillhör divisionen sporsäcksvampar, och som beskrevs av Emil Rostrup. Pseudopeziza axillaris ingår i släktet Pseudopeziza, och familjen Dermateaceae. Arten är reproducerande i Sverige.